# Georg Jacob Bull
Georg Jacob Bull, född den 1 augusti 1785 i Kristiania, död den 12 december 1854, var en norsk jurist, ämbetsman och politiker, son till landets förste høyesterettsjustitiarius, Johan Randulf Bull, och far till ämbetsmannen och ministern Anders Sandøe Ørsted Bull.
Bull var høyesterettsjustitiarius mellan 1836 och 1854. Bull satt två perioder i Stortinget. Han representerade Bergen perioden 1821-23 och Laurvik och Sandefjord perioden 1824-26.
Bull var byfogde i Bergen mellan 1810 och 1821, amtmand i Jarlsberg og Larvik amt (nu Vestfold fylke) från 1821 till 1829 och amtmand i Søndre Bergenhus amt (nu Hordaland fylke) fra 1829 til 1834. Mellan 1834 och 1836 var han statssekreterare.